# Anální sex

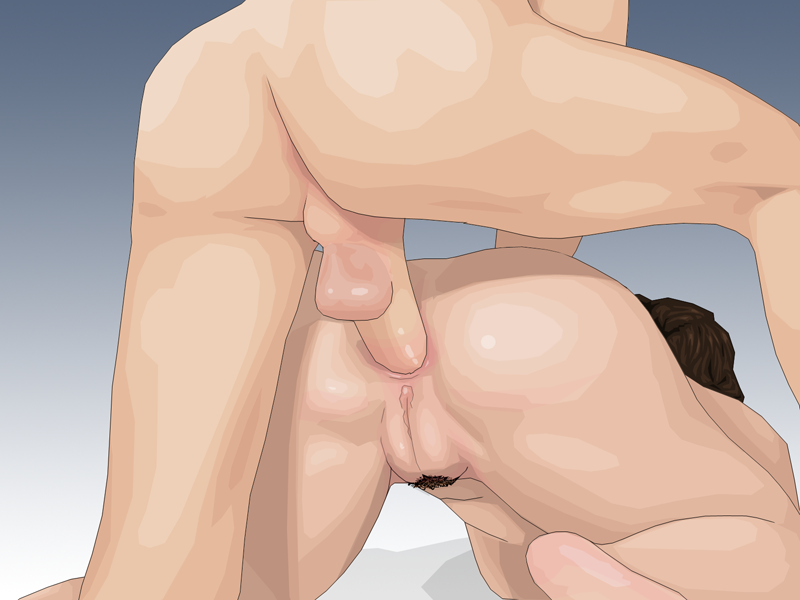
Heterosexuální anální styk

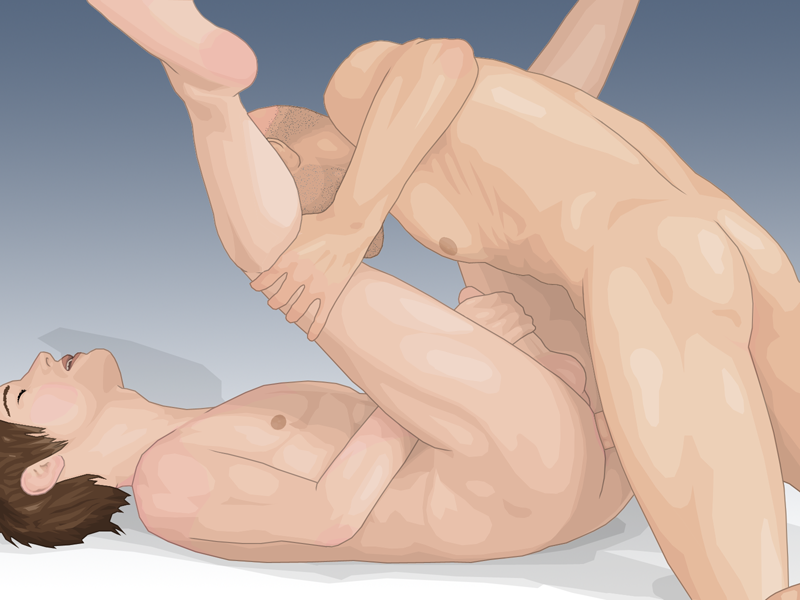
Homosexuální anální styk

Anální sex je sexuální aktivita, při které dochází buď k anální souloži, či k nejrůznějším formám dráždění řitního otvoru (prsty, jazykem, erotickými pomůckami, atp.). Z medicínsko-epidemiologického hlediska se řadí mezi rizikové sexuální praktiky, což je dané zranitelností příslušných orgánů a septickou povahou konečníku. Protože konečník na rozdíl od vaginy postrádá přirozenou vlhkost, je při této praktice obvykle používán lubrikační gel.
Tuto sexuální praktiku lze provozovat v heterosexuálním páru, kdy zpravidla nejsou používány žádné pomůcky (v případě peggingu naopak jsou), a lze říci, že pak jde o doplňkovou sexuální praktiku. Podle průzkumů vyzkoušela anální sex třetina heterosexuálních párů. Aktivita může přinášet sexuální uspokojení oběma partnerům. U muže je mechanismus stejný jako při klasickém sexuálním styku, u žen jsou libé pocity způsobeny tím, že konečník a pochva spolu velmi těsně sousedí a přes tenkou oddělující přepážku je možné dráždit nervová zakončení v pochvě i skrz konečník.
Pasivní muž při homosexuálním styku nebo peggingu prožívá uspokojení díky dráždění prostaty. Lesbické páry využívají při análním sexu prsty či pomůcky, které jsou dvojího typu. Buď se jedná o tzv. strap-on, tedy klasický robertek, který si jedna z partnerek připevní na tělo, zpravidla do míst, kde má muž penis, a sama je pak drážděna mimo svou pochvu, nebo se používá pomůcka podobná dvoustrannému robertku.
Pedikace je označení pro zavádění penisu do řitního otvoru, a to jak u homosexuálních, tak u heterosexuálních párů. Někdy se jím ale myslí zejména nebo pouze pohlavní zneužívání chlapců (pederastie).

## Pohled na anální sex

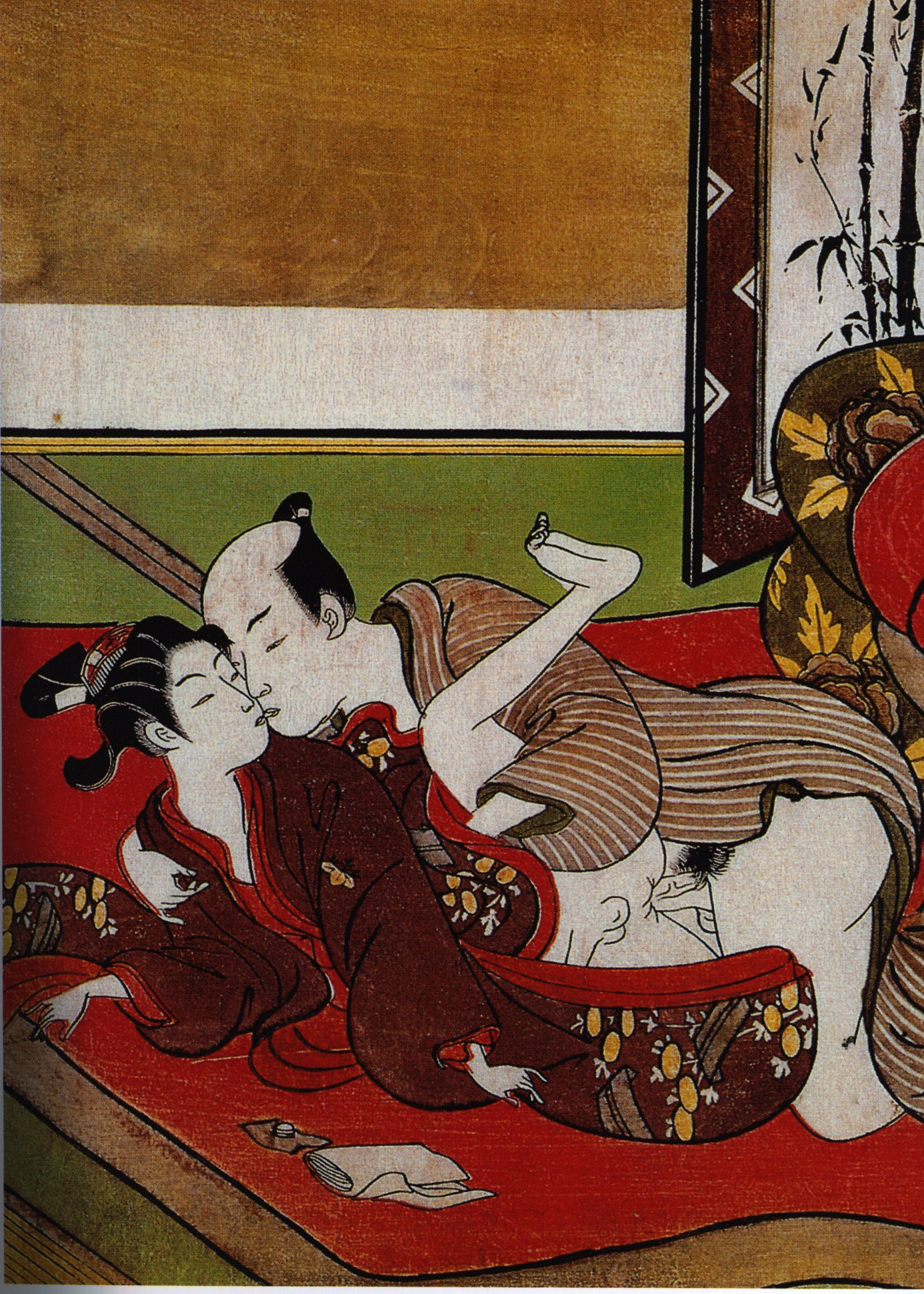
Anální sex na japonském obrázku z 18. století

Anální sex nebyl ve starověkých kulturách považován za nic divného ani mimořádného. Po nástupu křesťanství se sex obecně a anální sex především stal tabu, které přetrvává i dnes. Tato poloha je často považována za nečistou a nepřirozenou.
V afrických kulturách je poloha považována za dovolenou i před svatbou, neboť po ní dívka zůstává pannou, což umožňuje její prodej či provdání. U mnohých společenství je tento styk v manželství pokládán za nemravný, protože po něm žena nemůže otěhotnět.
Ve starověkém Egyptě byl homosexuální anální styk považován za normální a vše naznačuje, že v nejstarších dobách panovník dokazoval svou mužnost tím, že znásilnil poraženého protivníka. Tento zvyk se odrazil např. v bájích, kde při sporu mezi bohem Hórem a Sutechem Sutech Hóra několikrát znásilní a egyptští bohové se nad tím ani nepozastaví. Podle pramenů, které hovoří o této problematice, neexistuje žádný důvod se domnívat, že starověk znal tento způsob sexuality pouze mezi dvěma muži.

## Zdravotní rizika
Anální sex sebou přináší dvě hlavní rizika, a to infekci a fyzické poškození.

### Infekce
Nechráněný penilně-anální styk sebou přináší zvýšené riziko přenosu sexuálně přenosných nemocí, jelikož řitní otvor a konečník jsou náchylnější k drobným poraněním a trhlinkám. Použití prezervativu a dostatečná lubrikace riziko poranění snižují (úplně jej ale neodstraní). I prezervativ však může prasknout nebo sklouznout, a tak by měli být oba partneři pozorní. Riziko přenosu nemocí a infekcí existuje rovněž při opakovaném análním použití erotických pomůcek více než jednou osobou.
U příjemce nechráněného análního styku je největší pravděpodobnost přenosu viru HIV. Při nechráněném análním sexu může dále dojít k přenosu následujících virových, bakteriálních a parazitických onemocnění a virů, bakterií a hmyzu je způsobující: lidský papilomavirus (zvyšuje riziko vzniku análního karcinomu a břišního tyfu), amebiáza, chlamydióza, kryptosporidióza, infekce způsobené E. coli, giardióza, kapavka, hepatitida A, hepatitida B, hepatitida C, herpes, HHV-8, lymfogranuloma venereum, Mycoplasma hominis, Mycoplasma genitalium, veš muňka, salmonelóza, úplavice, syfilis, tuberkulóza a Ureaplasma urealyticum.

### Fyzické poškození
Fyzické poškození konečníku a řitního otvoru může vést k análním fisurám, rektálnímu prolapsu či hemoroidům. Riziko traumatu snižuje dostatečná lubrikace a předehra. Naopak zvyšuje jej požití alkoholu nebo drog, protože otupují citlivost. V případě již existujících hemoroidů či análních fisur u „přijímacího partnera“ je anální sex naprosto nevhodný, neboť vede k jejich dalšímu zhoršení.
Ztráta ovládání stolice (fekální inkontinence) není u análního sexu vysoce pravděpodobná, může ji však způsobit opakovaná zranění nebo vkládání velkých předmětů. Ačkoli riziko fekální inkontinence je u análního sexu malé, může nastat po opakovaném zranění vnitřního řitního svěrače. Za účelem udržení svalového tonu se doporučují Kegelovy cviky.
Dle studie, publikované v roce 1993 v britském časopise Journal of the Royal Society of Medicine, mělo 14 ze 40 mužů, kteří pasivně prováděli anální styk, časté problémy s fekální inkontinencí. Jiná studie, publikovaná o čtyři roky později v časopise American Journal of Gastroenterology, nicméně nezaznamenala žádný rozdíl ve výskytu fekální inkontinence u homosexuálních mužů provozující anální sex a heterosexuálních mužů, kteří jej neprováděli. Britskou studii zároveň kritizovala za to, že do své definice inkontinence zařadila i plynatost.